# Nāḩiyat Sirghāyā
Nāḩiyat Sirghāyā (arabiska: ناحية سرغايا) är ett subdistrikt i Syrien.   Det ligger i provinsen Rif Dimashq, i den sydvästra delen av landet, 30 km norr om huvudstaden Damaskus.
Trakten runt Nāḩiyat Sirghāyā är ofruktbar med lite eller ingen växtlighet. Runt Nāḩiyat Sirghāyā är det ganska tätbefolkat, med 75 invånare per kvadratkilometer.